# Ristjärnen (Norsjö socken, Västerbotten)
Ristjärnen är en sjö i Norsjö kommun i Västerbotten och ingår i Skellefteälvens huvudavrinningsområde.